# Modele (Cameroun)
Pour les articles homonymes, voir Modele.
Modele est une localité du Cameroun située dans le département du Mayo-Tsanaga et la Région de l'Extrême-Nord, à proximité de la frontière avec le Nigeria. Elle fait partie de la commune de Mogodé et du canton de Mogodé rural.

## Population
En 1966-1967, Modele comptait 523 habitants, pour la plupart des Kapsiki.
Lors du recensement de 2005, on y a dénombré 2 699 personnes.

## Infrastructures
En 1972 la localité était inaccessible en voiture.